# Elcós
Elcós (em hebraico: אֶלְקוֹשׁ) é uma moshav ao norte de Israel. Localizada próxima a Ma'alot-Tarshiha e a froteria libanesa, ela cai na jurisdição do Conselho Regional de Ma'ale Yosef. Em 2006 tinha uma população de 348 habitantes.
O povoado foi estabelecido em 1949 por imigrantes do Iémen e foi nomeada de acordo com a cidade bíblica de Elcós, a qual era localizada na mesma área e cidade natal do profeta Naum (Naum 1:1). Os fundadores se juntaram posteriormente a mais imigrantes do Curdistão. A vila foi fundada na terra da vila de Dair al-Qassi na Palestina, a qual foi despopulada na Guerra Árabe-Israelense de 1948.